# Sifaoroasi Uluhou
Sifaoroasi Uluhou is een bestuurslaag in het regentschap Nias van de provincie Noord-Sumatra, Indonesië. Sifaoroasi Uluhou telt 2430 inwoners (volkstelling 2010).